# Adalbert von Majersky
Adalbert von Majersky, Pseudonym: Albert von Rhoden (* 1. August 1866 in Piechov; † 2. Oktober 1898 in Baden (Niederösterreich)) war ein österreichischer Dichter und Herausgeber.
Nach literarischen und naturwissenschaftlichen Studien in Preßburg übernahm Adalbert von Majersky nach dem Tod des Vaters das Familiengut. Von 1893 bis 1897 wurde ihm das Präsidium der Internationalen Korrespondenz-Association übertragen. 1893 übernahm Majersky auch die Redaktion der Zeitschrift „Deutsches Dichterheim“, die er von Dresden nach Wien verlegte. Er verkaufte das Gut und unternahm ausgedehnte Auslandsreisen. Ab 1896 lebte Majersky in Baden und engagierte sich in Wien in Friedensverbänden.
Im Alter von 32 Jahren erschoss Majersky zuerst seine 27-jährige Frau (im Schlaf) und dann sich selbst.

## Werke
- Der Taugenichts. Drama 1891
- Leona. Drama 1895
- Frühlingsfahrt durch Italien nach Algerien. Reiseschilderung 1897